# 2 Armia Uderzeniowa
2 Armia Uderzeniowa (ros. 2-я ударная армия)  – związek operacyjny Armii Czerwonej.

## Historia
Wchodziła w skład 2 Frontu Białoruskiego. W czasie działań bojowych prowadzonych na ziemiach polskich w ramach operacji wiślańsko-odrzańskiej uczestniczyła w walkach między innymi o Ciechanów, Kwidzyn, Pruszcz Gdański i Skórcz. 
W dniu rozpoczęcia bitwy o Berlin (16 kwietnia 1945) w skład 2 Armii Uderzeniowej wchodził 108 Korpus Strzelecki i 116 Korpus Strzelecki. Po zakończeniu II wojny światowej 2 Armia Uderzeniowa weszła w skład Grupy Wojsk Radzieckich w Niemczech.

## Dowództwo armii
Dowódcy:
- gen. por. Grigorij Sokołow: grudzień 1941 — styczeń 1942
- gen. por. Nikołaj Kłykow: styczeń—kwiecień 1942
- gen. por. Andriej Własow: kwiecień—lipiec 1942
- gen. por. Nikołaj Kłykow: lipiec—grudzień 1942
- gen. por. Władimir Romanowski: grudzień 1942 — grudzień 1943
- gen. por./gen. płk Iwan Fiediuninski[4]: grudzień 1943 — do końca wojny

Szefowie sztabu:
- płk M. Kondratienko
- gen. mjr Wiktor Wyżylin 25.12.1941 - 07.03.1942
- płk Serafin Rożdiestwienskij 07.03.1942 - 02.04.1942
- płk Borys Rożdiectwienskij 07.03.1942 - 28.03.1942
- płk Pawieł Winogradow 04.04.1942 - 24.05.1942
- płk Andriej Kajgorodcew 06.05.1942 - 01.07.1942
- płk Pawieł Artiuszenko 24.05.1942 - 15.07.1942
- płk Siergiej Kozaczek Козачек 15.07.1942 - 11.08.1942
- płk Teodor Swiklin 11.08.1942 - 12.11.1942
- gen. mjr Siemion Mikulski 12.11.1942 - 15.12.1942
- gen. mjr Piotr Kokoriew 15.12.1942 - 21.06.1944
- gen. mjr Nikołaj Kowalczyk 21.06.1944 - 09.05.1945[5]

## Struktura organizacyjna
- 98 Korpus Strzelecki (ros. 98-й стрелковый корпус) dowódca gen. por. Gieorgij Anisimow
- 108 Korpus Strzelecki (ros. 108-й стрелковый корпус) dowódca gen. por. Witalij Polenow
- 116 Korpus Strzelecki (ros. 116-й стрелковый корпус) dowódca gen. mjr Fiodor Fietisow[6]